# Owocnia

Warstwy owocni otaczającej nasiono pestkowca

Owocnia (perykarp) – część owocu, powstająca ze ściany zalążni (tj. z jednego lub wielu owocolistków). Jeżeli owocnia powstaje z zalążni dolnej jest nazywana ścianą owocu. Owocnia otacza nasiona do czasu osiągnięcia przez nie dojrzałości, a w przypadku owoców beznasiennych (partenokarpicznych) buduje cały owoc.
Ze względu na różną genezę powstania i różnorodne kierunki rozwoju ewolucyjnego sposobów rozsiewania diaspor, budowa i funkcje owocni są bardzo zmienne u różnych rodzin i rodzajów roślin. U starszych linii rozwojowych owocnia pełni często funkcję prostego pojemnika na nasiona, chroniącego je w czasie rozwoju. U wielu pełni różnorodne funkcje podczas rozsiewania nasion, przy czym w licznych grupach systematycznych obserwuje się ewolucję w kierunku jednonasienności i funkcjonowanie owocni jako diaspory zintegrowanej z nasionem.
Najczęściej owocnia składa się z trzech warstw. Zewnętrzna, egzokarp, jest cienka i składa się z pojedynczej warstwy komórek. Warstwa środkowa, mezokarp, w przypadku owoców suchych zwykle nie jest gruba, jednak w owocach mięsistych stanowi tkankę znacznej grubości. Warstwa wewnętrzna, endokarp, zwykle składa się z pojedynczej warstwy komórek, może też być wielowarstwowy. W owocach mięsistych endokarp często ulega zdrewnieniu, tworząc pestkę otaczająca nasiono. W owocach partenokarpicznych owocnia wypełnia przestrzeń zajmowaną normalnie przez nasiona i tak np. w torebkach bananów wewnętrzna część owocni zarasta wnętrze komór nasiennych, tworząc miąższ stanowiący jadalną część owocu.